# Московские живописцы
Московские живописцы — творческое объединение московских художников.

## История
Художественное объединение «Московские живописцы» сформировано в середине 1924 года предыдущими участниками «Бубнового валета», творческое объединение распавшееся в 1917 году, и их юными единомышленниками, которые состояли раньше в «Бытие». Главная цель художников: соединение советской тематики с правилами жанров постимпрессионизма и кубизма.
Всего в объединение входило 40 участников. Основатели общества: председатель правления П. П. Кончаловский, лауреат Сталинской премии первой степени (1943), Б. Д. Королёв, А. В. Куприн, А. В. Лентулов, И. И. Машков, А. А. Осмёркин, В. В. Рождественский, Р. Р. Фальк, Г. В. Фёдоров, В. П. Ясиновский. Через некоторое время присоединились: И. Э. Грабарь, А. Д. Древин, Н. А. Удальцова, Н. И. Шестаков.
В марте 1925 года «Московские живописцы» открыли выставку, которая была первой и последней в их истории. На выставке предлагались картины, относящиеся к жанрам натюрморт и пейзаж. Гости давали хорошие отзывы и утверждали, что картины выполнены профессионалами.
В конце 1925 года объединение разделилось. В 1926 году «Московские живописцы» включены в Ассоциацию художников революционной России. В 1927 году многие участники вышли из АХРР и вместе с представителями объединений: «Маковец», «Бытие» и «Бубновый валет» сформировали «Общество московских художников (ОМХ)».